# Elena Sofia Ricci

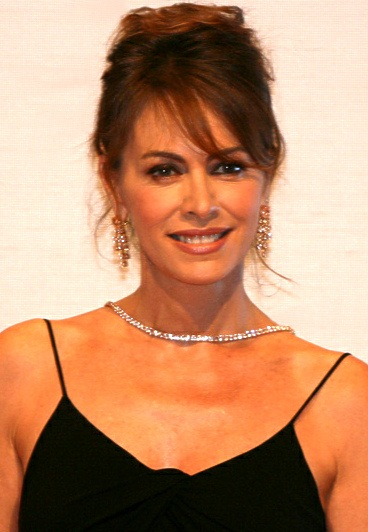
Elena Sofia Ricci (2009)

Elena Sofia Ricci (* 29. März 1962 in Florenz, bürgerlich Elena Sofia Barucchieri) ist eine italienische Theater- und Filmschauspielerin.

## Leben
Elena Sofia Ricci wurde ab 1980 als Schauspielerin in Film und Theater tätig. Ihre erste größere Rolle im Drama Freunde und Rivalen brachte ihr 1985 einen Globo d’oro als Nachwuchskünstlerin ein. Für ihre Rolle der „Serena“ in Ich und meine Schwester wurde sie mit einem David di Donatello und einem Nastro d’Argento als beste Nebendarstellerin ausgezeichnet. Beide Preise erhielt sie 1990 als beste Schauspielerin für das Liebesdrama Ne parliamo lunedì.
Ab 2006 spielte sie „Lucia Liguori“ in der Dramaserie I Cesaroni und „Suor Angela“ ab 2011 in der Serie Che Dio ci aiuti. 2018 spielte sie in der Biografie Loro – Die Verführten die Berlusconi-Gattin Veronica Lario, hierfür wurde sie erneut mit dem David di Donatello und dem Nastro d’Argento als beste Schauspielerin ausgezeichnet.
2017 wurde ihr von Staatspräsident Sergio Mattarella das Offizierskreuz des Verdienstordens der Italienischen Republik verliehen.

## Filmografie (Auswahl)
- 1983: Zero in Condotta
- 1984–1985: Ein Treppenhaus in Rom (Quei trentasei gradini, Miniserie, 6 Folgen)
- 1985: Freunde und Rivalen (Impiegati)
- 1986: Il viaggio difficile (Fernsehfilm)
- 1986: Eine Frau in Venedig (Una donna a Venezia, Mehrteiler)
- 1987: In letzter Minute (Ultimo minuto)
- 1987: Ich und meine Schwester (Io e mia sorella)
- 1988: Sposi
- 1989: Ne parliamo lunedì
- 1989: Burro
- 1994: Radetzkymarsch (Mehrteiler)
- 1996–1997: Caro maestro (Fernsehserie, 13 Folgen)
- 1998: Clarissa – Tränen der Zärtlichkeit (Clarissa)
- 1999: Die Bibel – Jesus (Jesus, Zweiteiler)
- 2001: Commedia sexy
- 2001: Stern der Liebe
- 2004–2006: Orgoglio (Fernsehserie, 30 Folgen)
- 2006–2012: I Cesaroni (Fernsehserie, 115 Folgen)
- 2009: Ex – Jeder hat eine(n) (Ex)
- 2010: Gli ultimi del paradiso (Fernsehfilm)
- 2010: Männer al dente (Mine vaganti)
- 2011–2025: Che Dio ci aiuti (Fernsehserie, 120 Folgen)
- 2018: Loro – Die Verführten (Loro)
- 2020: Vivi e lascia vivere (Fernsehserie, 11 Folgen)
- 2020: Rita Levi-Montalcini (Fernsehfilm)
- 2021: Supereroi
- 2022: Die ahnungslosen Engel (Le fate ignoranti, Fernsehserie, Folge 1x07 Il viaggio)
- 2023: Fiori sopra l’inferno – I casi di Teresa Battaglia (Fernsehserie, 6 Folgen)
- 2023: Volare
- 2024: Diamanti
- 2025: La farfalla impazzita
- 2025: Nur noch ein kleiner Gefallen (Another Simple Favor)